# Pomnik Stanisława Staszica w Łodzi
Pomnik Stanisława Staszica – rzeźba plenerowa autorstwa Kazimierza Karpińskiego, zlokalizowana w parku im. Stanisława Staszica przy ul. Narutowicza w Łodzi.

## Historia
Pomnik powstał w miejscu dawnej lokalizacji popiersia Stanisława Staszica, które zostało podczas II wojny światowej zburzone przez Niemców. Nowa rzeźba powstała z inicjatywy Jerzego Jabłkiewicza, prezesa Oddziału Łódzkiego NOT.Pomnik Stanisława Staszica został odsłonięty 10 grudnia 1984 przez prezydenta Łodzi – Józefa Niewiadomskiego oraz prezesa NOT – Jana Kaczmarka. Pomnik miał kosztować 12 mln złotych i być sfinansowany ze składek organizacji zrzeszonych w Naczelnej Organizacji Technicznej.
Wysokość pomnika wynosi 4,5 metra wraz z postumentem. Został wykonany z brązu w Łódzkich Zakładach Sprzętu Przeciwpożarowego.